# 1890年代の建築
1890年代の建築についての概要である。

## 日本の主要作品
| 名称                            | 画像 | 設計者                                                                              | 竣工            | 所在   | 備考                                 |
| ------------------------------- | ---- | ----------------------------------------------------------------------------------- | --------------- | ------ | ------------------------------------ |
| ニコライ堂                      |      | ミハイル・シチュールポフ (原設計) ジョサイア・コンドル (実施設計)                   | 1891 （明治24） | 東京   | 重文、1929年に岡田信一郎の設計で修復 |
| 旧呉服座                        |      |                                                                                     | 1892 （明治25） | 大阪   | 重文、博物館明治村                   |
| 三菱一号館                      |      | ジョサイア・コンドル 曽禰達蔵                                                       | 1894 （明治27） | 東京   | 2009年にレプリカ再建                 |
| 奈良国立博物館                  |      | 片山東熊                                                                            | 1894 （明治27） | 奈良   | 重文                                 |
| 京都国立博物館                  |      | 片山東熊                                                                            | 1895 （明治28） | 京都   | 重文                                 |
| 法務省旧本館                    |      | ヘルマン・エンデ (基本設計) ヴィルヘルム・ベックマン (基本設計) 河合浩蔵 (実施設計) | 1895 （明治28） | 東京   | 重文、1994年に復元改修工事           |
| 日本基督教団千葉教会教会堂      |      | リヒャルト・ゼール                                                                  | 1895 （明治28） | 千葉   | 千葉県指定文化財                     |
| 日本銀行本店                    |      | 辰野金吾                                                                            | 1896 （明治29） | 東京   | 重文                                 |
| 旧岩崎家住宅洋館                |      | ジョサイア・コンドル                                                                | 1896 （明治29） | 東京   | 重文                                 |
| 札幌電話交換局                  |      |                                                                                     | 1898 （明治31） | 北海道 | 重文、博物館明治村                   |
| 旧カブトビール半田工場          |      | ゲルマニア機械製作所 (基礎設計) 妻木頼黄 (実施設計)                                 | 1898 （明治31） | 愛知   | 登録有形文化財、近代化産業遺産       |
| 聖三一大聖堂 （聖アグネス教会） |      | ジェームズ・ガーディナー                                                            | 1898 （明治31） | 京都   | 重文                                 |
| 無鄰菴第三京都別邸洋館          |      | 新家孝正                                                                            | 1898 （明治31） | 京都   |                                      |

## 海外の主要作品
現況欄の○は現存、✕は現存せず、△は一部現存
| 西暦   | 名称                   | 画像 | 設計者                                                        | 所在地                       | 国・地域       | 現況 | 指定     | 備考 |
| ------ | ---------------------- | ---- | ------------------------------------------------------------- | ---------------------------- | -------------- | ---- | -------- | ---- |
| 1891年 | モナドノックビル       |      | ダニエル・バーナム                                            | シカゴ                       | アメリカ合衆国 | ○    |          |      |
| 1892年 | フォース橋             |      | ベンジャミン・ウォーカー                                      | エディンバラ                 | イギリス       | ○    | 世界遺産 |      |
| 1893年 | タッセル邸             |      | ヴィクトール・オルタ                                          | ブリュッセル                 | ベルギー       | ○    | 世界遺産 |      |
| 1895年 | ギャランティ・ビル     |      | ルイス・サリヴァン                                            | バッファロー                 | アメリカ合衆国 | ○    |          |      |
| 1894年 | ウィンズロー邸         |      | フランク・ロイド・ライト                                      | リバー・フォレスト           | アメリカ合衆国 | ○    |          |      |
| 1895年 | リライアンスビル       |      | ダニエル・バーナム                                            | シカゴ                       | アメリカ合衆国 | ○    |          |      |
| 1898年 | ゼツェッション館       |      | ヨゼフ・マリア・オルブリッヒ                                  | ウィーン                     | オーストリア   | ○    |          |      |
| 1898年 | キャステル・ベランジェ |      | エクトール・ギマール                                          | パリ                         | フランス       | ○    |          |      |
| 1898年 | オルタ邸               |      | ヴィクトール・オルタ                                          | ブリュッセル                 | ベルギー       | ○    | 世界遺産 |      |
| 1898年 | シャンベルラーニ邸     |      | ポール・アンカール                                            | ブリュッセル                 | ベルギー       | ○    |          |      |
| 1898年 | エルヴィラ写真工房     |      | オーギュスト・エンデル                                        | ミュンヘン                   | ドイツ         | ✕    |          |      |
| 1899年 | カールスプラッツ駅     |      | オットー・ワーグナー                                          | ウィーン                     | オーストリア   | ○    |          |      |
| 1899年 | マジョリカ・ハウス     |      | オットー・ワーグナー                                          | ウィーン                     | オーストリア   | ○    |          |      |
| 1890年 | Auditorium Building    |      | Louis Sullivan and Dankmar Adler                              | シカゴ                       | 🇺🇸 アメリカ    | ◯    |          |      |
| 1895年 | ビルトモア・エステート |      | リチャード・モリス・ハント フレデリック・ロー・オルムステッド | ノースカロライナ州アシュビル | 🇺🇸アメリカ     | ◯    |          |      |

## コンペ・受賞
- グラスゴーケルビングローブ美術館・博物館 - ジョン・ウィリアム・シンプソンとEJミルナー・アレンが当選（1891年、19人の建築家が競合）
- ヴィルヘルム1世記念碑設計競技（1890年）
- パリ・メトロ駅舎コンクール（1899年）
- 上海：クラブ・コンコルディア設計競技（1899年）